# Molophilus (Molophilus) serrulatus
Molophilus (Molophilus) serrulatus is een tweevleugelige uit de familie steltmuggen (Limoniidae). De soort komt voor in het Neotropisch gebied.